# Fritz Neuman

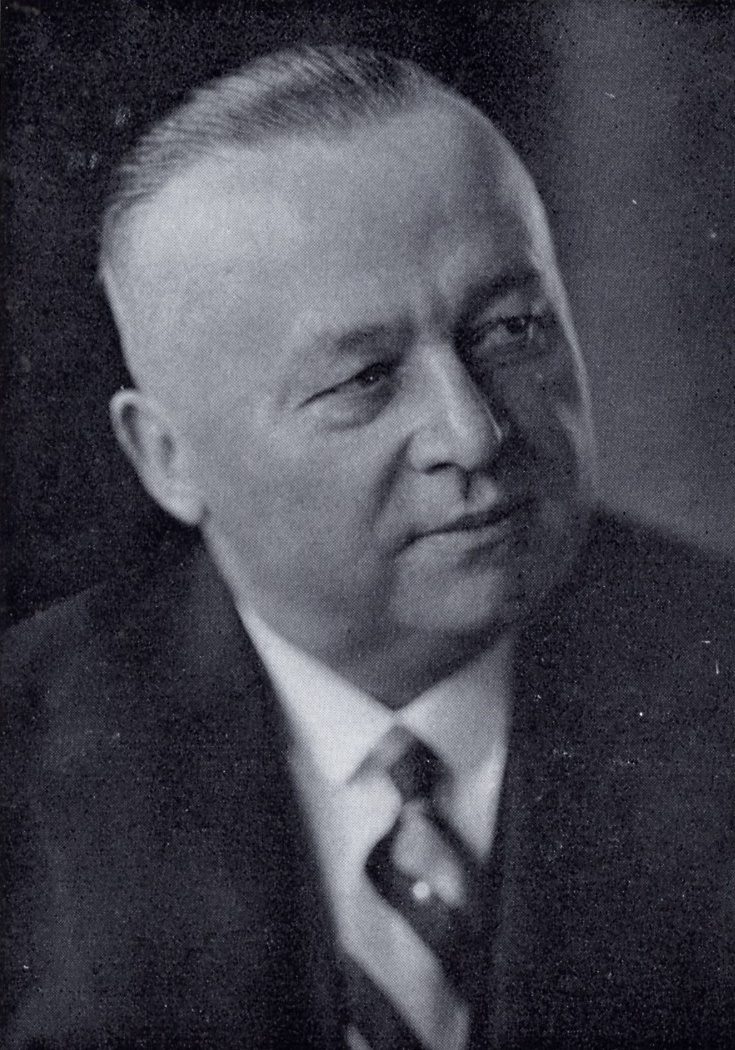
Friedrich Neuman (ca. 1927)

Fritz Neuman (vollständiger Name: Friedrich (Fritz) Winand Hubert Neuman, * 6. März 1868 in Aachen; † 25. Dezember 1935 in Eschweiler) war ein deutscher Ingenieur und Unternehmer.

## Leben und Wirken
Der älteste Sohn des Unternehmers Friedrich Joseph Neuman (1842–1911) und der Pauline Giesen (1848–1911) besuchte das Realgymnasium Aachen und die dort ansässige Maschinenbauschule und studierte anschließend an der Technischen Hochschule Karlsruhe. Danach arbeitete er in Worms und Chemnitz in den jeweiligen Gasanstalten und betätigte sich in Budapest und Wien als Betriebsingenieur bei der Aktiengesellschaft für Wasserleitungen, Beleuchtungs- und Heizungsanlagen. 
Fritz Neumans Großvater, Friedrich August Neuman, hatte am 1. Januar 1849 das Unternehmen F. A. Neuman, Fabrik für Gas- und Flüssigkeitsbehälter und Eisenkonstruktionen in Eschweiler, Bahnhofstraße 20, gegründet und sie 1872 seinem Sohn Friedrich Joseph übergeben. 1894 trat dessen ältester Sohn Fritz Neuman in das Unternehmen ein. Als Friedrich Joseph im November 1911 starb, übernahmen Fritz und sein jüngerer Bruder Joseph Hubert Neuman (1875–1944) die Firma als Gesellschafter.

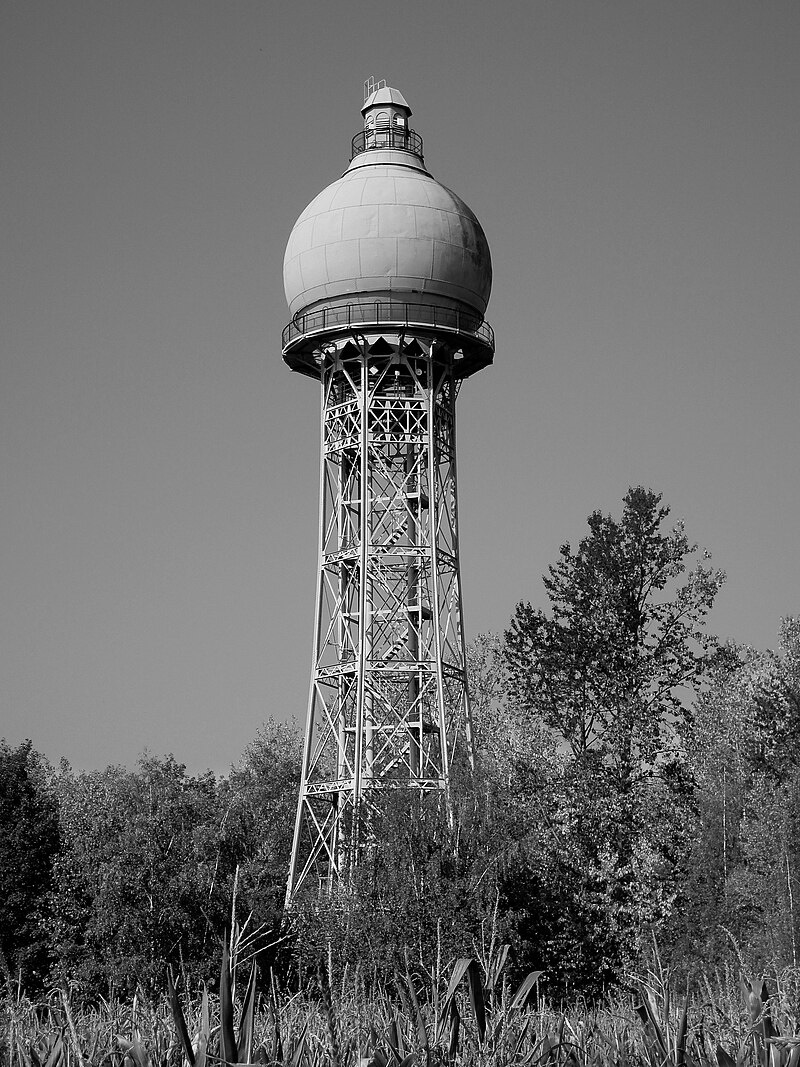
Wasserturm in Übach-Palenberg, erbaut durch FAN 1912

Fritz Neuman arbeitete mindestens 36 Jahre in dem Unternehmen, das technische Großbehälter, insbesondere Gasbehälter, baute und an den jeweiligen Orten auch montierte. Er wirkte an der Gründung des Verbandes für Groß-Wasserraum-Kessel (GWK), bei der er den Vorsitz führte, und dem Deutschen Gasbehälter-Verband mit. Maßgeblich war er an der Vereinigung dieser Institutionen im Jahre 1923 zur Vereinigung der Deutschen Dampfkessel- und Apparate-Industrie (VDDA) (Düsseldorf) beteiligt. Im Jahre 1927 ging die VDDA einen Anschluss an den Verein Deutscher Eisen- und Stahlindustrieller ein. Er gehörte der VDDA bis zu seinem Tod 1935 als stellvertretender Vorsitzender an.
Seit dem 1. Dezember 1900 war er mit Therese geb. Rüsges, einer Nichte von August Thyssen, verheiratet.